# Хаапсалуский район
Хаапсалуский район — административно-территориальная единица в составе Эстонской ССР, существовавшая в 1950—1991 годах. Центр — Хаапсалу. Население по переписи 1959 года составляло 21,5 тыс. чел. Площадь района в 1955 году составляла 1555,2 км².

## История
Хаапсалуский район был образован в 1950 году, когда уездное деление в Эстонской ССР было заменено районным. В 1952 году район был включён в состав Пярнуской области, но уже в апреле 1953 года в результате упразднения областей в Эстонской ССР район был возвращён в республиканское подчинение.
14 апреля 1961 года к Хаапсалускому району были присоединены Ханилаский, Кирблаский и Туудиский сельсоветы и посёлок Лихула упразднённого Лихулаского района.
В 1991 году Хаапсалуский район был преобразован в уезд Ляэнемаа.

## Административное деление
В 1955 году район включал 1 город (Хаапсалу) и 10 сельсоветов: Ахлиский, Вормсиский, Кириаский, Линнамяэский, Нываский, Паливереский, Пюрксиский, Ридалаский, Ристиский, Туксиский.